# Hengsteysee
Der Hengsteysee ist ein 1929 fertiggestellter und vom Ruhrverband betriebener Stausee im Verlauf der Ruhr zwischen den Städten Hagen, Dortmund und Herdecke in Nordrhein-Westfalen, Deutschland. Er ist einer der sechs Ruhrstauseen und nach dem angrenzenden Hagener Ortsteil Hengstey benannt.
Der See beginnt im Verlauf der Ruhr etwa auf Höhe der Syburger Ruhrbrücke gut einen Kilometer unterhalb der Lenne-Mündung, sein Ende bildet das Stauwehr des Laufwasserkraftwerks Hengstey mit einer Stauhöhe von 4,6 m. Nördlich des Hengsteysees erhebt sich als Teil des Ardeygebirges unter anderem der Klusenberg. Ein Großteil vom See gehört zum Landschaftsschutzgebiet Hengsteysee/Ruhr, Südufer.
Der gut 4 km lange See hat einen Stauinhalt von etwa 3,3 Mio. m³. 

## Funktionen des Sees

### Flusskläranlage
Geplant und angelegt wurde der Hengsteysee primär als „Flusskläranlage“ zur Feinreinigung des Ruhr- und kurz vorher zufließenden Lennewassers. Die Lenne war seit der Industrialisierung ein stark säure- und eisenhaltiger Industriefluss, und das Ruhrwasser wurde für die Menschen des Ruhrgebiets benötigt (siehe auch Ruhrreinhaltungsgesetz von 1913). Ausschlaggebend für die Verbesserung des Wassers der durch die Aufstauung nur noch langsam fließenden Ruhr sind biologische Selbstreinigungs- und Sedimentationsprozesse. Der Stausee verschlammt dadurch und muss in Abständen von mehreren Jahrzehnten ausgebaggert werden. 
Obwohl sich die Wasserqualität von Lenne und Ruhr gegen Ende des 20. Jahrhunderts verbessert hat, dient der See auch weiterhin der Wasserreinigung.

### Geschiebefang
Der Hengsteysee wird des Weiteren als Geschiebefang bezeichnet. Die Lenne führt viel Flussschotter (Geröll) mit sich, das vor dem Stauseebau von der Ruhr weiter transportiert wurde, sich jetzt aber direkt unterhalb der Lennemündung und im weiteren Verlauf im Hengsteysee ablagert. 

### Wasserkraft
Am Hengsteysee befinden sich zwei Wasserkraftwerke, die beide von der RWE Energy betrieben werden. 
Am Nordufer des Sees nutzt das Pumpspeicherkraftwerk Herdecke den Höhenunterschied des Ruhrabhangs von ca. 160 Metern zwischen einem künstlich angelegten Oberbecken und dem als Unterbecken dienenden Hengsteysee zur Energiespeicherung. Das Seewasser wird dabei in Zeiten geringen Stromverbrauchs (nachts) mit Strom aus anderen Kraftwerken auf den Berg gepumpt und dann in Spitzenlastzeiten tagsüber wieder abgelassen. Durch den täglichen Pumpspeicherbetrieb kann der Wasserspiegel des Hengsteysees innerhalb kurzer Zeit um fast einen Meter schwanken.
Am Wehr, das den Hengsteysee abschließt, betreibt die RWE das Laufwasserkraftwerk Hengstey, das 2007 renoviert und 2008 um eine Fischtreppe ergänzt wurde. Das Kraftwerk erzeugt eine Höchstleistung von 3.300 Kilowatt. Das eigentliche Wehr aus vier walzenförmigen Verschlüssen kann bei Hochwasser geöffnet werden, eine Schleusenanlage ermöglicht kleineren Schiffen die Durchfahrt.

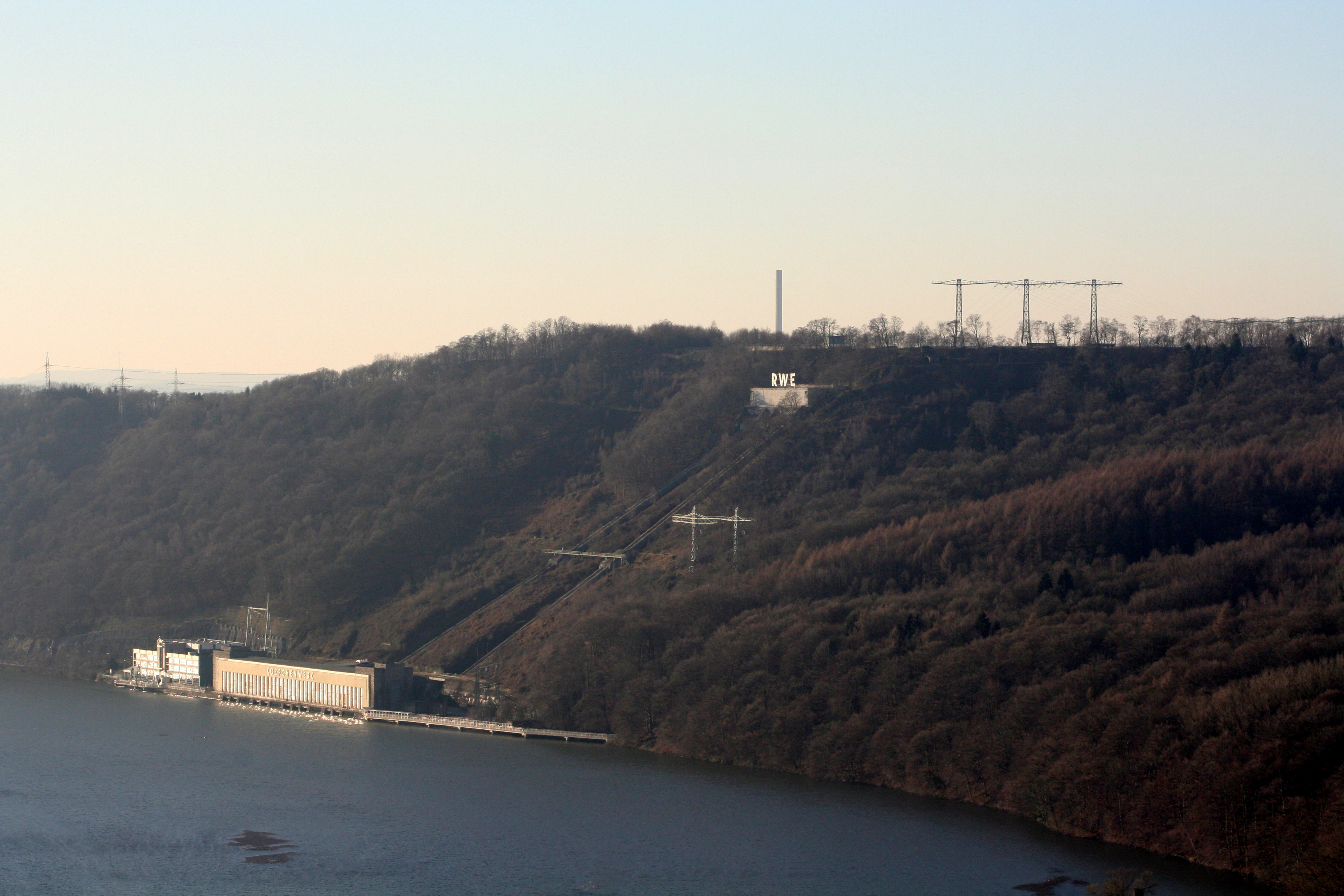
Das Koepchenwerk liegt am Nordufer des Sees.
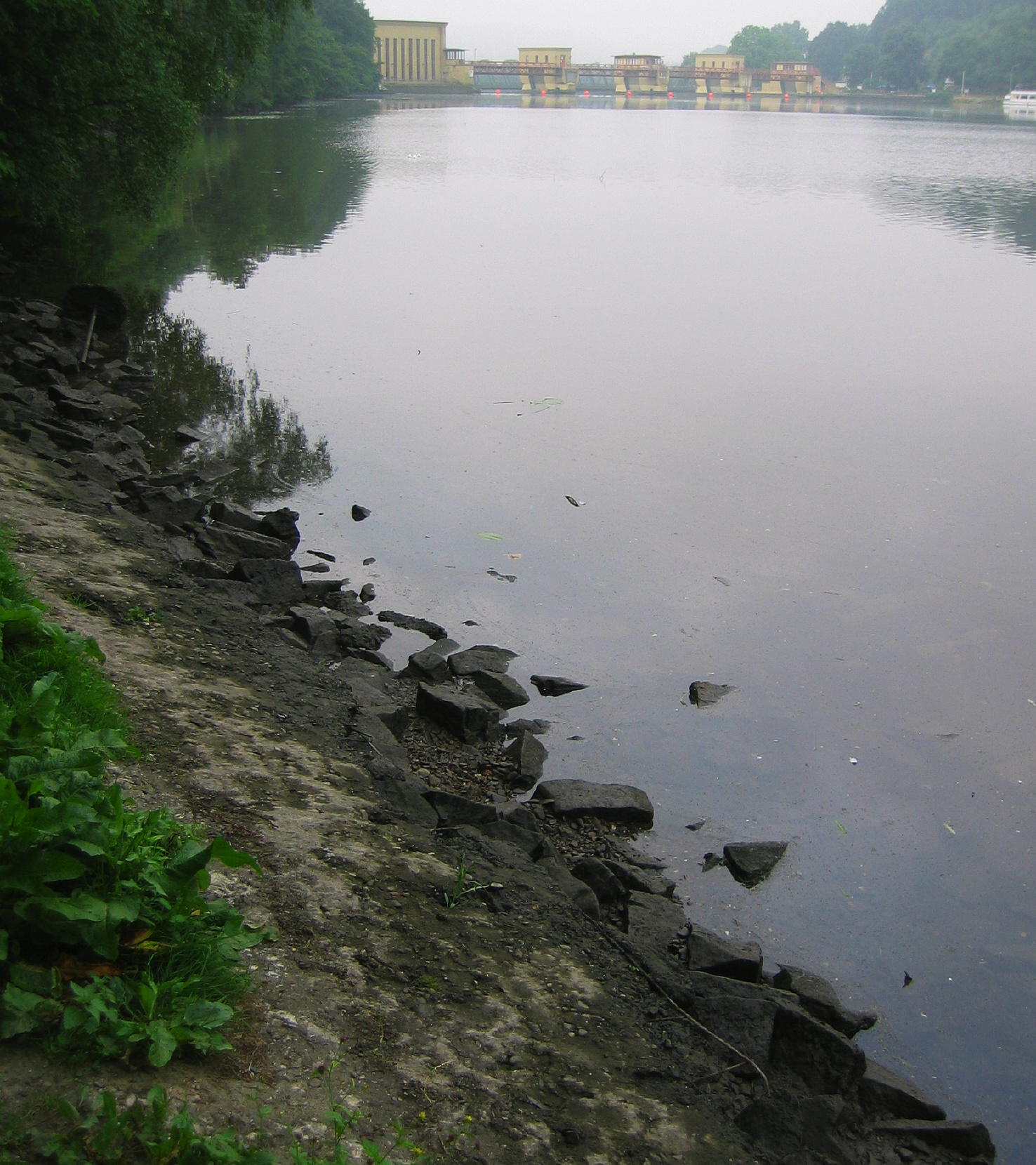
Früh morgens ist am Ufer die tägliche Schwankung des Wasserstands erkennbar.
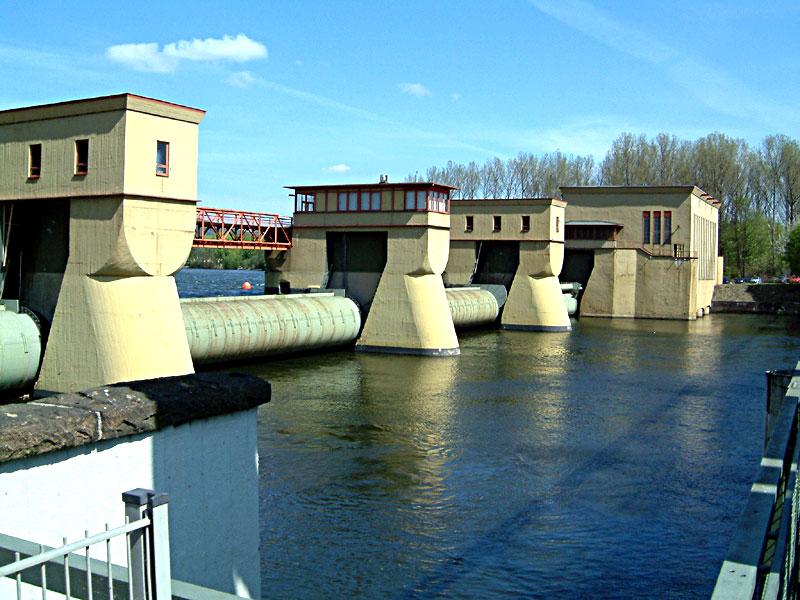
Das Laufwasserkraftwerk Hengstey bildet den Stauseeabschluss.

### Freizeit und Erholung

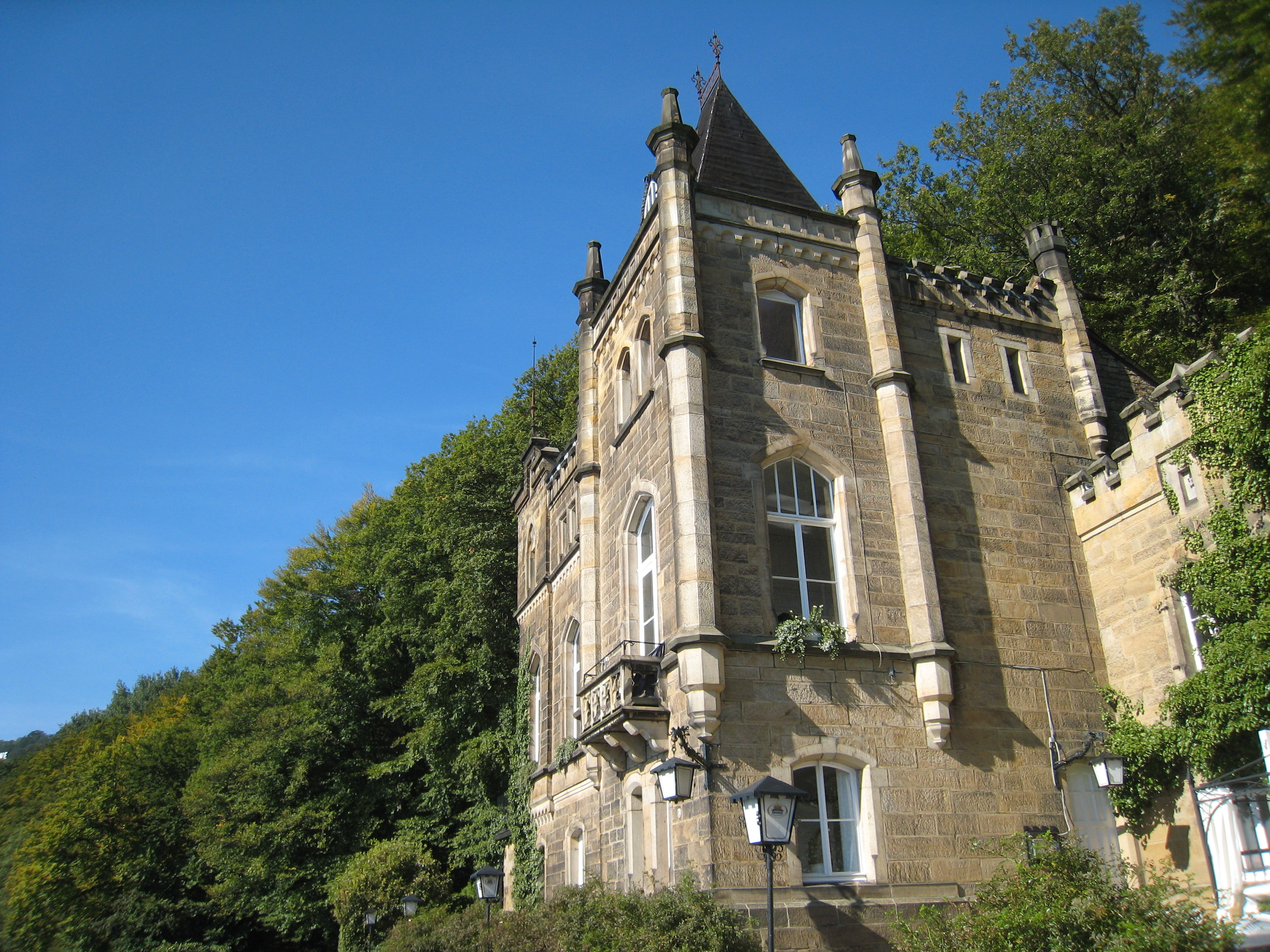
Der Niedernhof am nördlichen Seeufer

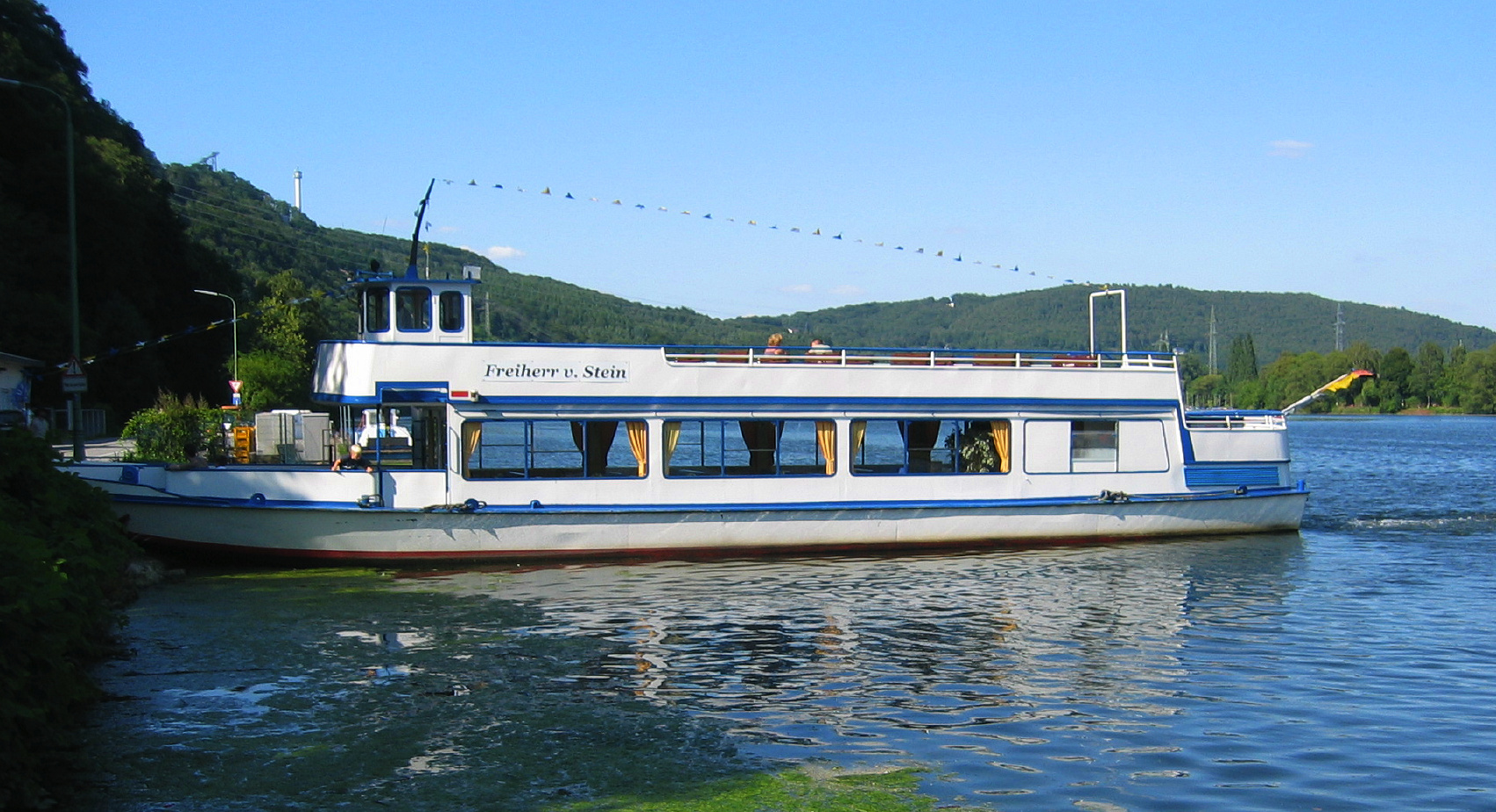
Fahrgastschiff „Freiherr vom Stein“

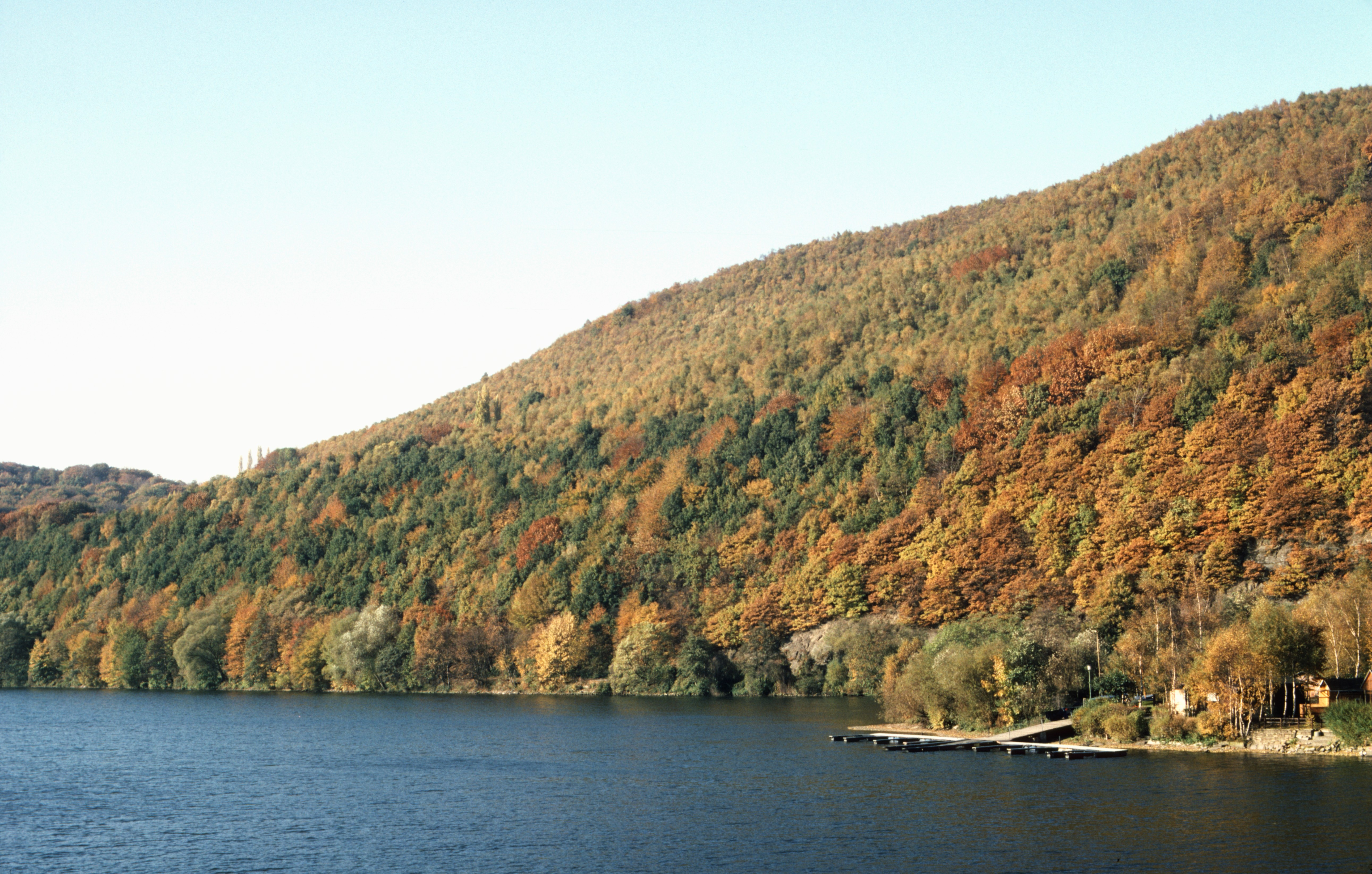
Herbststimmung am Nordufer

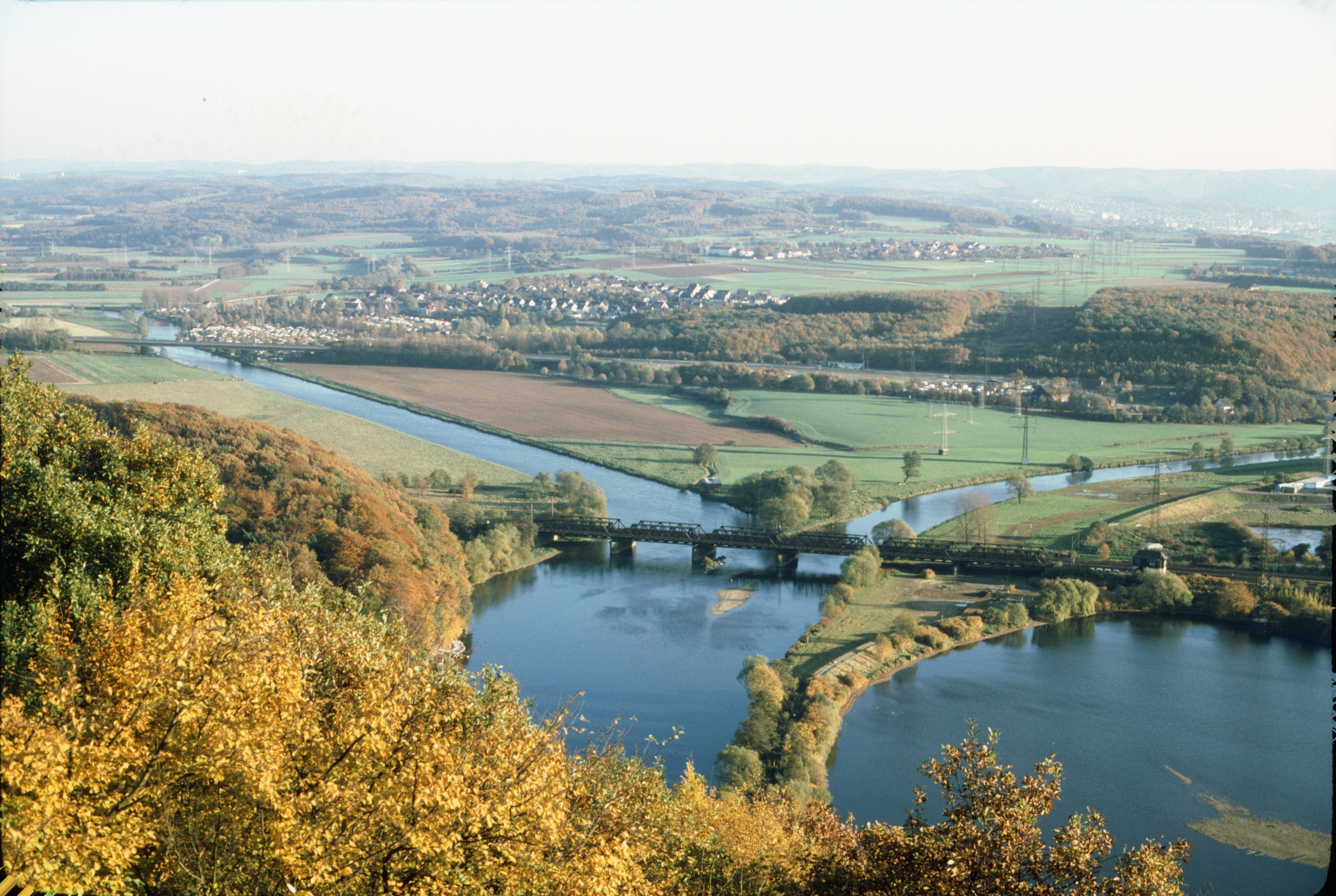
Blick nach Süden über den See

Der See dient heute in besonderem Maße der Freizeitnutzung. Um den See herum führt ein Fuß- und Radweg (etwa 6,5 km). Die Strecke am Südufer ist Teil des Ruhrtalradwegs. Vor allem an Wochenenden im Sommer ist der See Ziel zahlreicher Ausflügler aus den nahen Großstädten des Ruhrgebiets.
In der warmen Jahreszeit fährt das Rundfahrtschiff „Freiherr vom Stein“ zwischen der Anlegestelle „Am Schiffswinkel“ in Herdecke und der Lennemündung. Am Nordende des Sees gibt es einen Bootsverleih (Tret- und Ruderboote). 
Auf Dortmunder Stadtgebiet direkt oberhalb und zu Beginn des Sees liegt die vielbesuchte Hohensyburg (Burgruine, Denkmal, Aussichtspunkt, Spielcasino). Von der Brücke über den Hengsteysee führt eine Serpentinenstraße hinauf zur Hohensyburg. Als Ausflugsziel vor allem für Motorradfahrer bekannt ist der Parkplatz am Südende der Brücke mit einer „Bikertreff“ genannten Imbissbude.
An der Südseite des Sees besteht das alte Hagener Freibad Hengstey.
In fußläufiger Entfernung von gut 2,5 km flussabwärts beginnt der ähnlich große und vergleichbar genutzte Harkortsee. 
Der Hengsteysee gehört zur Themenroute 12 der Route der Industriekultur – Geschichte und Gegenwart der Ruhr.

### Wassersport

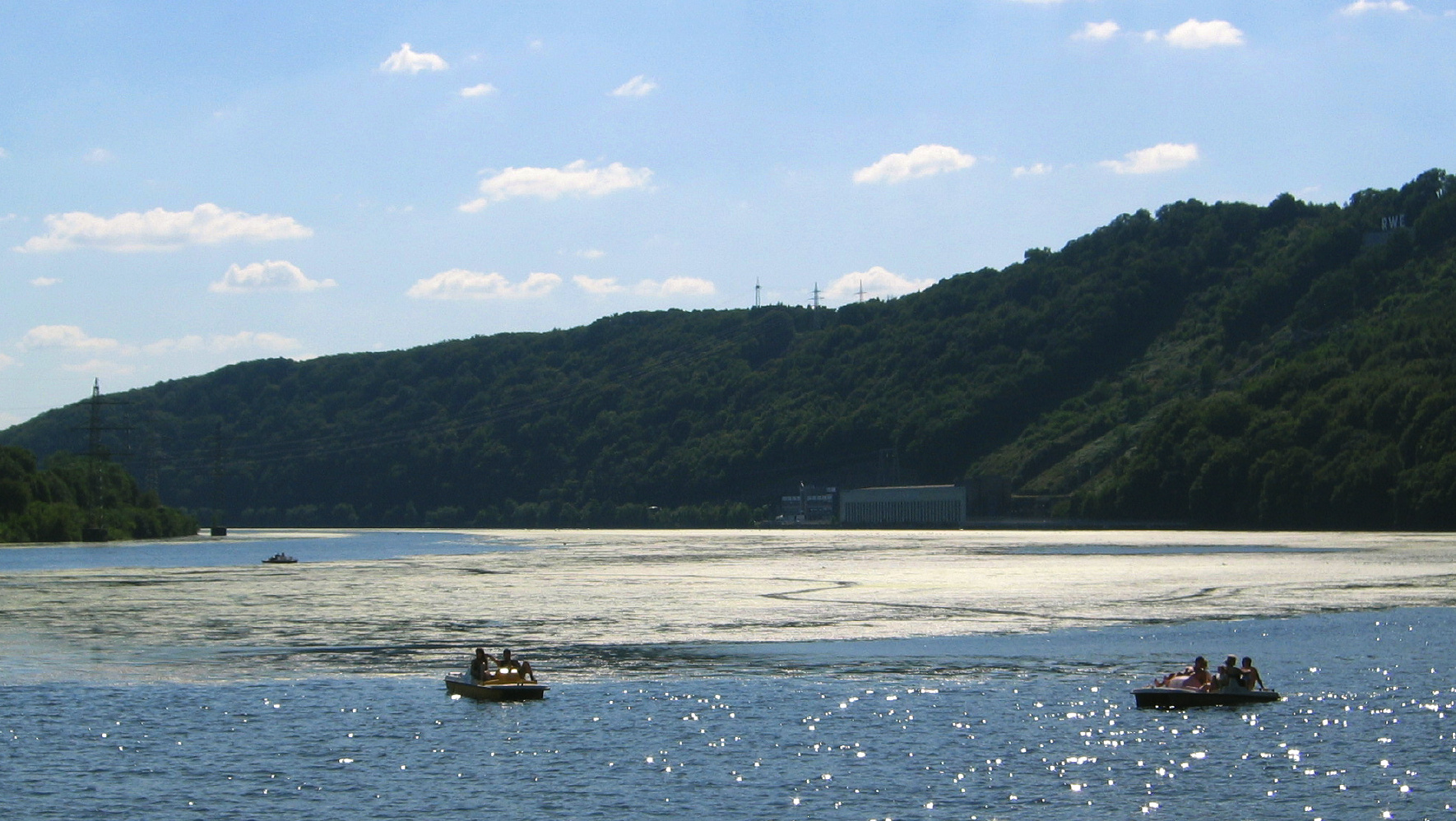
Große Wasserpest-Bestände erschweren die Freizeitnutzung seit den 1990er Jahren.

Die Ruhr ist durch die stetig zurückgehende Konzentration organischer Substanzen in den letzten Jahrzehnten immer sauberer geworden. Aufgrund von Regenereignissen können jedoch Schwankungen der Wasserqualität vorkommen.
Des Hengsteysee ist ein Wassersportrevier. Auf dem See wird gesegelt, gerudert und Kanu gefahren. Am Seeufer ansässig sind mehrere Sportvereine: Seglergemeinschaft Hengsteysee e. V. (SGHS), Universitäts-Segel-Club Dortmund e. V. (USC), Segelgruppe der Behindertensportgemeinschaft Hagen (BSG) mit Bootshaus an der Seestraße, Segel-Club Syburg e. V. Dortmund, Kanu-Club Hagen 1953 e. V. und Freier Sportverein Dortmund 1898 (FS 98). Für die Sicherheit auf dem Wasser sorgen die DLRG-Gruppen des Bezirks Dortmund (Wasserrettungswache an der Hengsteystraße) und der OG Hagen (Wasserrettungswache an der Seestraße).

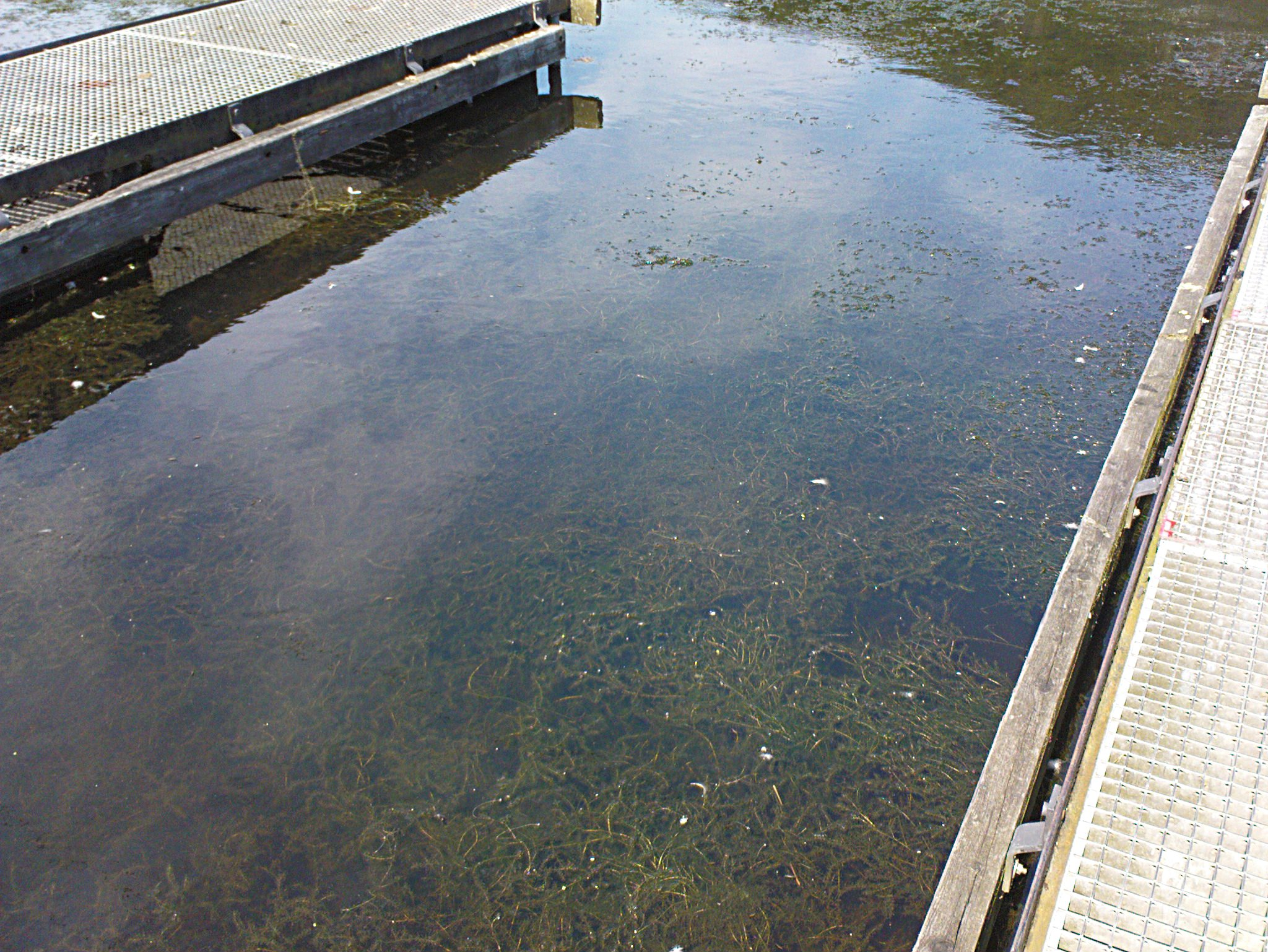
Eine zugewucherte Slipanlage, 2008

Aufgrund der teilweise geringen Wassertiefe (an einigen Stellen unter 50 cm) und vor allem aufgrund der sommerlichen Massenvermehrung der Wasserpest (Elodea) seit Ende der 1990er Jahre ist der Wassersport auf dem Hengsteysee stark eingeschränkt.

## Sonstiges
Die Bauarbeiten für den See und die über den See führende Straßenbrücke begannen im Jahr 1926. Bereits 1927 stürzte die Brücke noch im Bauzustand ein.
Mitten im Hengsteysee, ungefähr 150 Meter südlich des Kraftwerks, befinden sich Reste des alten Schlosses Niedernhofen der Herren von Ovelacker.
Auf einer Insel im See gegenüber dem Seeschlösschen am Nordufer, auch als Funkenburg bekannt, steht der Mäuseturm, der vor Errichtung des Stausees Brückenkopf einer Fußgängerhängebrücke über der Ruhr war. Das Seeschlösschen, zur Zeit seiner Errichtung Villa Niedernhofen genannt, wurde durch den Schraubenfabrikanten Wilhelm Funke erbaut. Hieraus leitet sich der Name Funkenburg ab. Der Mäuseturm war seiner Zeit nicht nur Teil des Brückenkopfes, sondern Bestandteil eines Gebäudes, in welchem der bedienstete Kutscher der Familie Funke lebte und sich Pferdeställe und Wagenremise befanden.

Villa Niedernhofen und Brücke um 1900